# Edogawa Ranpo
Edogawa Ranpo est un nom japonais traditionnel ; le nom de famille (ou le nom d'école), Edogawa, précède donc le prénom (ou le nom d'artiste) Ranpo.
Edogawa Ranpo (江戸川 乱歩) est le nom de plume de l'écrivain et critique Tarō Hirai (平井 太郎, Hirai Tarō) né le 21 octobre 1894 dans la préfecture de Mie au Japon et mort le 28 juillet 1965. Il est considéré comme l’un des principaux fondateurs de la littérature policière japonaise. Il a écrit de nombreux romans policiers dont le détective se nomme Kogoro Akechi.
Son pseudonyme provient de la transposition en phonétique japonaise du nom d'Edgar Allan Poe, auteur qu'il admirait énormément (écrite エドガー・アラン・ポー, Edogā Aran Pō), dont la sonorité semble signifier « flânerie sur la rivière d'Edo » (江戸川 散歩, Edogawa Sanpo). Edogawa est aussi le nom d'un quartier de Tokyo.
Il a aussi été influencé par Maurice Leblanc et Arthur Conan Doyle.
Edogawa Ranpo est, au Japon, un des fondateurs du genre policier d'investigation populaire, mais parfois susceptible de dépasser le simple divertissement pour atteindre des profondeurs psychologiques.

## Biographie
Tarō Hirai naît le 21 octobre 1894 dans la préfecture de Mie au Japon. Son grand-père avait été un samouraï au service de la seigneurie de Tsu. Sa famille avait ensuite déménagé à Kameyama, puis à Nagoya, lorsqu'il avait deux ans.
Il est admis à l'Université Waseda en 1912, où il étudie l'économie jusqu'à l'obtention de son diplôme en 1916. Pendant et après ses études, il effectue plusieurs petits boulots, dans la presse, dans le monde du dessin, et dans une librairie.
Il publie sa première œuvre en 1923, où il se donne le surnom d'Edogawa Ranpo.

## Kogoro Akechi
Kogoro Akechi est un grand détective créé par Edogawa Ranpo.
Associé à l'image du jeune dandy élégant, il était dans ses premières aventures, habillé en kimono, les cheveux en bataille, et habitait au-dessus d'un bureau de tabac dans une chambre de 10 m2, entouré de livres. Il enquête en se basant plus sur l'analyse psychologique que sur les preuves matérielles et démasque les criminels avec brio.

## Prix Edogawa
Ce prix a été créé par Edogawa Ranpo lui-même à l'occasion de ses soixante ans. La première édition aura lieu l'année suivante en 1955. Edogawa Ranpo remettra les trois premiers prix, puis à sa mort le prix fut repris et remis par un jury. Ce prix récompense des romans policiers.

## Œuvres principales
La marque de [A] indiquent la série de « Kogoro Akechi ».
- La Pièce de deux sen (ja) (二銭銅貨, Nisen dōka?) (1923)
- Deux vies gâchées (二廃人, Ni-haijin?) (1924)
- D-zaka no satsujin jiken (D坂の殺人事件?) (1925, [A])
- Le Test psychologique (心理試験, Shinri shiken?) (1925, [A])
- Hakuchū-mu (白昼夢?) (1925)
- La Chaise humaine (人間椅子, Ningen isu?) (1925)
- La Chambre rouge (赤い部屋, Akai heya?) (1925)
- L'Île panorama (パノラマ島奇談, Panorama-tō kidan?) (1926)
- Kohan-tei Jiken (湖畔亭事件?) (1926, 湖畔亭事件)
- L'Enfer des miroirs (鏡地獄, Kagami-jigoku?) (1926)
- La Proie et l'Ombre (陰獣, Injū?) (1928)
- La Chenille (芋虫, Imomushi?) (1929)
- Le Démon de l'île solitaire (孤島の鬼?) (1929)
- Kumo-otoko (1929, [A])
- Mirage (押絵と旅する男, Oshie to Tabi-suru Otoko?) (1929)
- Vermine (虫, Mushi?) (1929)
- Majutsu-shi (魔術師?) (1930, [A])
- Kyūketsuki (吸血鬼?) (1930, [A])
- Ōgon-kamen (黄金仮面?) (1930, [A])
- Hakuhatsu-ki (白髪鬼?) (1931)
- La Bête aveugle (盲獣, Mōjū?) (1931)
- Yōchū (妖虫?) (1933)
- Le Lézard noir (黒蜥蜴, Kuro-tokage?) (1934, [A])
- Ryokui no oni (緑衣の鬼?) (1936)
- Dai Anshitsu (大暗室?) (1936)
- Akuma no monshō (悪魔の紋章?) (1937, [A])
- Yūrei-tō (幽霊塔?) (1937 ; basé sur l'adaptation de Ruiko Kuroiwa du roman Une femme dans le gris d'Alice Muriel Williamson (en))
- Ankoku-sei (暗黒星?) (1939, [A])
- Jigoku no Dōkeshi (地獄の道化師?) (1939, [A])
- Yūki no Tō (幽鬼の塔?) (1939)
- Sankaku-kan no kyōfu (三角館の恐怖?) (1951)
- Kenin-gengi (化人幻戯?) (1954, [A])
- Kage-otoko (影男?) (1955, [A])
- Jūjiro (十字路?) (1955)

### Œuvres traduites en français
En France, le romancier reste relativement peu publié en dehors de quelques anthologies. Les Éditions Philippe Picquier ont publié quelques-unes de ses œuvres à la fin des années 1990 et début 2000. En 2016, Les Éditions Le Rat Pendu ont commencé à publier les enquêtes de Kogorô Akechi.
La marque [A] après la date de la parution originale indique que le titre appartient à la série de Kogorô Akechi.
- La Pièce de deux sen (二銭銅貨, Ni-sen Dōka?), 1923 ; nouvelle parue dans le recueil La Chambre rouge, Éditions Philippe Picquier, 1995  (ISBN 978-2-877-30230-2)
- Deux vies gâchées (二廃人, Ni-haijin?), 1924 ; nouvelle parue dans le recueil La Chambre rouge, Éditions Philippe Picquier, 1995  (ISBN 978-2-877-30230-2)
- L'Assassinat de la rue D (D坂の殺人事件, D-zaka no Satsujin Jiken), 1925 [A] ; nouvelle parue dans le recueil L'Assassinat de la rue D : Les Premières Enquêtes de Kogorô Akechi vol.1, version numérique Éditions Le Rat Pendu, 2016 (kindle ASIN B019WB1PK6, kobo) et dans l'intégrale Kogorô Akechi - Les premières enquêtes, version brochée Éditions Chapitre.com, 2019 (979-10-290-0911-2)
- La Proie et l'Ombre (陰獣, Injū?), 1925 ; roman, Éditions Philippe Picquier, 1994  (ISBN 287730180X), 1998  (ISBN 978-2-877-30180-0) : contient La Proie et l'Ombre et la nouvelle Le Test psychologique
- Le Test psychologique (心理試験, Shinri Shiken?), 1925 [A] ; nouvelle parue dans La Proie et l'Ombre, Éditions Philippe Picquier, 1994  (ISBN 287730180X), 1998  (ISBN 978-2877301800) ; autre traduction de Sophie Bescond parue dans le recueil Le Promeneur sous les toits : Les Premières Enquêtes de Kogorô Akechi vol.2, version numérique Éditions Le Rat Pendu, 2017 (kindle ASIN B078KCS6P5, kobo) et dans l'intégrale Kogorô Akechi - Les premières enquêtes, version brochée Éditions Chapitre.com, 2019 (979-10-290-0911-2)
- La Chambre rouge (赤い部屋, Akai heya?), 1925b ; recueil de nouvelles La Chambre Rouge, Éditions Philippe Picquier, 1995  (ISBN 978-2-877-30230-2)
- La Chaise humaine (人間椅子, Ningen Isu?), 1925 ; nouvelle parue dans le recueil La Chambre Rouge, Éditions Philippe Picquier, 1995  (ISBN 978-2-877-30230-2)
- Le Fantôme (幽霊, Yûrei) 1925 [A] ; nouvelle parue dans le recueil L'Assassinat de la rue D : Les Premières Enquêtes de Kogorô Akechi vol.1, version numérique Éditions Le Rat Pendu, 2016 (kindle ASIN B019WB1PK6, kobo) et dans l'intégrale Kogorô Akechi - Les premières enquêtes, version brochée Éditions Chapitre.com, 2019 (979-10-290-0911-2)
- Le Promeneur sous les toits (屋根裏の散歩者, Yaneura no Samposha) 1925 [A] ; nouvelle parue dans le recueil Le Promeneur sous les toits : Les Premières Enquêtes de Kogorô Akechi vol.2, version numérique Éditions Le Rat Pendu, 2017 (kindle ASIN B078KCS6P5, kobo) et dans l'intégrale Kogorô Akechi - Les premières enquêtes, version brochée Éditions Chapitre.com, 2019 (979-10-290-0911-2)
- Le Gang de la Main Noire (黒手組, Kurotegumi) 1925 [A] ; nouvelle parue dans le recueil Le Promeneur sous les toits : Les Premières Enquêtes de Kogorô Akechi vol.2, version numérique Éditions Le Rat Pendu, 2017 (kindle ASIN B078KCS6P5, kobo) et dans l'intégrale Kogorô Akechi - Les premières enquêtes, version brochée Éditions Chapitre.com, 2019 (979-10-290-0911-2)
- L'Enfer des miroirs (鏡地獄, Kagami Jigoku?), 1926 ; nouvelle parue dans l'anthologie Utopie asiatique[5], Éditions RECTO-VERSO, coll. « Ides et Autres », 1974 et dans Les Noix, la Mouche, le Citron et dix autres récits de l'époque Taishô, Éditions Picquier, 1986
- L'Île panorama (パノラマ島奇談, Panorama-tō Kidan?), 1926 ; roman, Éditions Philippe Picquier, 1991  (ISBN 978-2-877-30440-5)
- Le Nain (一寸法師, Issunbôshi) 1926 [A] ; roman paru sous le titre Le Nain : Les Premières Enquêtes de Kogorô Akechi vol.3, version numérique Éditions Le Rat Pendu, 2018 (kindle ASIN B07KW9VH4X, kobo) et inclus dans l'intégrale Kogorô Akechi - Les premières enquêtes, version brochée Éditions Chapitre.com, 2019 (979-10-290-0911-2)
- Le Démon de l'île solitaire (孤島の鬼, Kotō no oni?), 1929 ; roman, Éditions Wombat, 2015  (ISBN 978-2919186716) ; autre traduction de Sophie Bescond parue en version numérique illustrée, Éditions Le Rat Pendu, 2016 (kindle ASIN B019XPJ88M)
- Qui (何者, Nanimono), 1929 [A] ; novella parue dans le recueil L'Assassinat de la rue D : Les Premières Enquêtes de Kogorô Akechi vol.1, version numérique Éditions Le Rat Pendu, 2016 (kindle ASIN B019WB1PK6, kobo) et dans l'intégrale Kogorô Akechi - Les premières enquêtes, version brochée Éditions Chapitre.com, 2019 (979-10-290-0911-2)
- Mirage (押絵と旅する男, Oshie to tabi-suru otoko?), 1929 ; recueil de nouvelles, Éditions Philippe Picquier, 2000  (ISBN 978-2-809-71107-3)
- La Chenille (芋虫, Imomushi?), 1929 ; nouvelle parue dans le recueil La Chambre Rouge, Éditions Philippe Picquier, 1995  (ISBN 978-2-877-30230-2)
- Vermine (虫, Mushi?), 1929 ; nouvelle parue dans le recueil Mirage, Éditions Philippe Picquier, 2000  (ISBN 978-2-809-71107-3)
- La Bête aveugle (盲獣, Mōjū?), 1931 ; roman, Éditions Philippe Picquier, 1999  (ISBN 978-2-877-30439-9)
- Le Vampire (吸血鬼, Kyûketsuki), 1931 [A] ; roman, version numérique Éditions Le Rat Pendu, 2017 (kindle ASIN B06XNMTMHL, kobo), version broché Éditions Chapitre.com, 2017  (ISBN 979-102-900668-5) Sophie Bescond a reçu pour cette traduction le prix Konishi 2019 de la traduction littéraire japonais-français[6].
- Le Lézard noir (黒蜥蜴, Kuro-tokage?), 1934 [A] ; roman, Éditions Philippe Picquier, 2000  (ISBN 978-2-877-30497-9)
- Un Amour inhumain & autres histoires étranges, trad. par Miyako Slocombe ; recueil de six nouvelles inédites en français écrites entre 1926 et 1955, Nouvelles Éditions Wombat, 2019.  (ISBN 978-2-37498-144-4)
- La Malédiction des Tamamura (魔術師, Majutsushi?),1930 [A] ; trad. par Sophie Bescond, Cambourakis 2025
- La Maison Hatayanagi, 1930-1931, trad. par Sophie Bescond, Cambourakis 2025

## Filmographie

### Scénariste
- 1994 : The Mystery of Rampo de Rintaro Mayuzumi et Kazuyoshi Okuyama[7]